# Eugène Pottier
Eugène Edine Pottier (4. října 1816 Paříž – 6. listopadu 1887 tamtéž) byl francouzský socialistický revolucionář, básník a dělnický písničkář. Jeho píseň Internacionála se stala nejdůležitější písní světového dělnického hnutí, dodnes je zpívána levicovými hnutími, komunisty, socialisty i sociálními demokraty, mezi lety 1922–1944 byla také hymnou Sovětského svazu. Byl jednou z vedoucích osobností Pařížské komuny.

## Život
Pottier pocházel z chudé řemeslnické rodiny; otec byl baličem a výrobcem beden. Chlapec musel pracovat od třinácti let; nejprve pomáhal otci, potom byl obchodním příručím, pomocníkem ve škole a nakonec návrhářem látek. Nedostatečné formální vzdělání si doplňoval samostudiem. Miloval písně lidového písničkáře Bérangera a podle jeho vzoru psal vlastní verše. Už v patnácti letech mu vyšla útlá sbírka básní. Vnímal z vlastní zkušenosti chudobu dělníků a jejich nerovnoprávné postavení ve společnosti. Studoval spisy utopického socialisty Charlese Fouriera a jeho vzorem byl revolucionář Louis August Blanqui. Zapojil se do revoluce v červnu 1848.
V zaměstnání se postupně vypracoval na dílovedoucího v předním kreslířském salónu. Vybudoval si vlastní tiskárnu na textilie a v roce 1864 založil odborovou organizaci, která se později připojila k První internacionále.
Během prusko–francouzské války se stal členem Národní gardy, v roce 1870 se zúčastnil bojů při obléhání Paříže. Aktivně se zapojil do Pařížské komuny, byl zvolen členem jejího vedení. Pracoval v komisi pro veřejné služby, podílel se na bojích Krvavého týdne. Po potlačení Komuny se musel skrývat a v červnu 1871 se mu podařilo uprchnout do Anglie. Francouzským soudem byl 17. května 1873 v nepřítomnosti odsouzen k trestu smrti. Uchýlil se do Spojených států, odkud organizoval pomoc pronásledovaným komunardům. Živil se jako dělník a stal se členem socialistické dělnické strany. Po amnestii v roce 1880 se vrátil do Francie zubožený a napůl ochrnutý.
Navštěvoval tehdy velmi populární goguetty, malé přátelské skupinky mužů, kteří se setkávali, aby se pobavili a zazpívali si. V roce 1883 získala jeho píseň stříbrnou medaili v soutěži pořádané jednou z nejznámějších goguett Lice chansonnière. Při té příležitosti se setkal se zpěvákem, básníkem a skladatelem Gustavem Nadaudem, který obdivoval Pottierův básnický talent, přestože nesdílel jeho politické názory. V roce 1884 financoval vydání sbírky padesáti Pottierových písní, k níž napsal pochvalnou předmluvu zakončenou slovy: Politika nás odděluje a píseň nás spojuje.

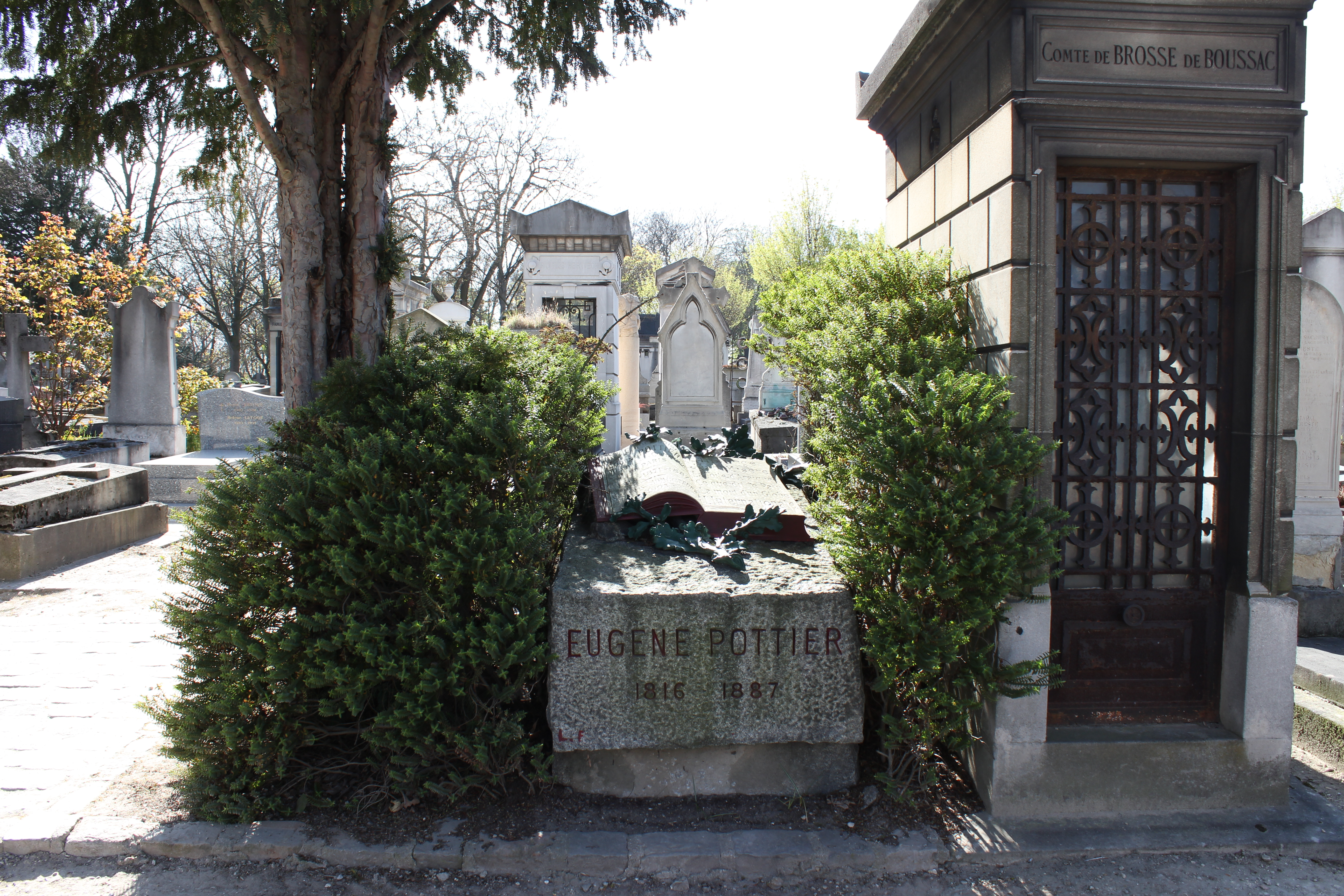
hrob Eugena Pottiera na hřbitově Père Lachaise (odd. 95)

V roce 1887 přátelé z dob Komuny shromáždili prostředky na vydání sbírky nejlepších Pottierových písní a básní. Vyšla pod názvem Revoluční zpěvy (Chants révolutionnaires) v nákladu 1500 výtisků jen několik měsíců před básníkovou smrtí. Poprvé v ní byl zveřejněn text básně Internacionála, kterou Pottier napsal už v roce 1871 po krvavém potlačení Komuny.
Eugène Pottier byl pohřben na hřbitově Père Lachaise v Paříži.
V roce 1888, rok po Pottierově smrti, se Revoluční zpěvy dostaly do rukou dělnického skladatele Pierra Degeytera v Lille, který na text Internacionály napsal hudební doprovod. Píseň se postupně stala hymnou mezinárodního dělnického hnutí a proslavila Pottierovo jméno na celém světě.

## Dílo

### Sbírky básní a písní
- Básně sociální ekonomiky a revoluční socialistické písně (Poésies d'économie sociale et chants socialistes révolutionnaires), Paříž: H. Oriol, 1884
- Kdo je ten blázen? (Quel est le fou?), písně, předmluva Gustave Nadaud, Paříž: H. Oriol, 1884
- Revoluční písně (Chants révolutionnaires), předmluva Henriho Rocheforta, komentáře Gustava Nadauda a Julesa Vallèse, Paříž: Dentu, 1887

### České překlady
- VLČEK, Miroslav, ed. Jaro 1871: Poezie Pařížské komuny. Z francouzských originálů přeložil kolektiv překladatelů. 1. vyd. Praha: SNKLHU, 1961. 109 s. cnb000516754.

## Ukázka z díla
Il n’est pas de sauveurs suprêmes,
Ni Dieu, ni César, ni tribun;
Producteurs, sauvons-nous nous-mêmes!
Décrétons le salut commun!
Pour que le voleur rende gorge,
Pour tirer l’esprit du cachot,
Soufflons nous-mêmes notre forge,

Battons le fer quand il est chaud!

Odnikud nečekejme spásu,
král nespasí nás, ani bůh:
nepřijde štěstí bez zápasu,
jen sami rozrazíme kruh.
Vyrveme kořist z dravčích spárů,
myšlenky uvolníme z pout,
když sami v rozdmychaném žáru
železo žhavé budem kout.
E. Pottier, Internacionála, úryvek v překladu J. O. Fischera